# Kadra Ahmed Hassan

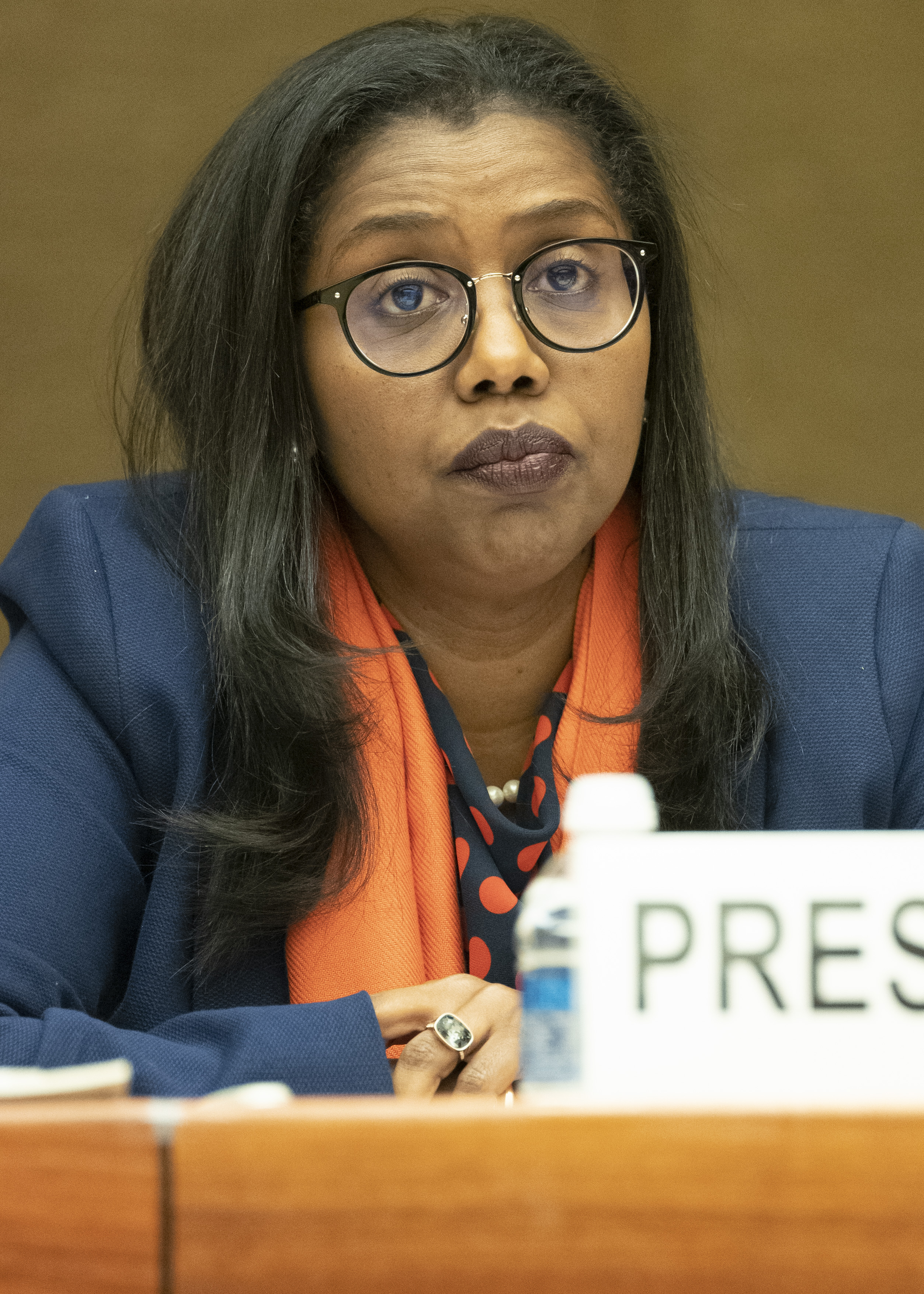
Kadra Ahmed Hassan

Kadra Ahmed Hassan (Somali: Khadra Axmed Xuseen; * 28. April 1973 in Ali Sabieh) ist eine dschibutische Diplomatin. Sie ist Dschibutis ständige Vertreterin bei den Vereinten Nationen und der Welthandelsorganisation.

## Leben
Hassan wurde 1973 in Ali Sabieh in Dschibuti geboren. Sie hat einen Master-Abschluss in Internationalen Beziehungen der Universität Lyon III, einen Master-Abschluss in Politikwissenschaften der Universität Montesquieu Bordeaux IV und einen Master-Abschluss in Fremdsprachen und Zivilisation an der Universität Michel de Montaigne Bordeaux. Ihre Muttersprache ist Somali, aber sie spricht auch Französisch, Englisch und Arabisch.
Im Jahr 2007 wurde sie Geschäftsträgerin Dschibutis bei den Vereinten Nationen und von 2013 bis 2015 war sie im Vorstand von UN Women.
Im September 2016 wurde Hassan zur Außerordentlichen und Bevollmächtigten Botschafterin der Republik Dschibuti bei der Schweizerischen Eidgenossenschaft ernannt. Sie war bereits Ständige Vertreterin bei den Vereinten Nationen und der Welthandelsorganisation.